# Oxycera pseudoamoena
Oxycera pseudoamoena är en tvåvingeart som beskrevs av Dusek 1974. Oxycera pseudoamoena ingår i släktet Oxycera och familjen vapenflugor. Inga underarter finns listade i Catalogue of Life.